# Кэмпбелл, Гарриетт
Гарриетт Кэмпбелл (англ. Harriette Campbell; 1817 — 1841) — английская писательница.
Автор рассказов: «The only daughter» (нов. изд. Л., 1859), «The cardinal virtues, or morals and manners connected» (Л., 1841). Лучшее её произведение — посмертный роман «Self-devotion, of the history of Katherine Randolf» (Л., 1842).